# Kōsuke Okanishi
Kōsuke Okanishi (jap. 岡西 宏祐, Okanishi Kōsuke; * 17. Juli 1990 in der Präfektur Osaka) ist ein japanischer Fußballspieler.

## Karriere
Kōsuke Okanishi erlernte das Fußballspielen in der Schulmannschaft der Yamanashi Gakuin University High School sowie in der Universitätsmannschaft der Chūō-Universität. Seinen ersten Vertrag unterschrieb der Torwart 2013 bei Ventforet Kofu. Der Verein aus Kōfu, einer Großstadt in der Präfektur Yamanashi auf Honshū, der Hauptinsel von Japan, spielte in der höchsten Liga des Landes, der J1 League. 2017 musste er mit dem Club den Weg in die Zweitklassigkeit antreten. Bisher stand er einmal in der ersten Liga und zweimal in der zweiten Liga im Tor. Am 15. Oktober 2022 stand er mit Kofu im Finale des japanischen Pokals, wo man im Elfmeterschießen den Erstligisten Sanfrecce Hiroshima besiegte. Nach insgesamt 61 Ligaspielen wechselte er zu Beginn der Saison 2023 zum Zweitligaaufsteiger Fujieda MYFC.

## Erfolge
Ventforet Kofu
- Japanischer Pokalsieger: 2022